# Mujeres en un café
Mujeres en un café o Mujeres en la terraza de un café es una obra del pintor francés Edgar Degas, realizada en 1877 y conservada en el Museo de Orsay de París.

## Descripción
En este pastel la mirada curiosa de Degas sorprende a cuatro mujeres que conversan sentadas en la terraza de un café de París (al fondo se observa una vista urbana parisina salpicada de luces nocturnas). Con gusto casi voyeurista el pintor desmitifica sin piedad los ocios ciudadanos y, de hecho, resalta su banalidad. Llega incluso a destapar la presunta elegancia de la joven de azul del centro, captada en el mismo momento en que se muerde las uñas distraídamente. Las mujeres honestas no acudían a tales establecimientos. Como tema contemporáneo que era, los impresionistas trataron con frecuencia escenas de prostitución. Numerosas jóvenes llegaban desde el campo a París en la esperanza de progresar logrando un trabajo bien pagado, pero en muchos casos no era así y, sin recursos económicos ni valor para regresar de vacío, acababan engrosando las filas del denominado "oficio más viejo del mundo".
La composición se estructura a través de la verticalidad de las columnas de la entrada del establecimiento y el punto de vista es algo elevado, como si se tratara de alguien avanzando hacia ellas -el camarero o un cliente - creando una sorprendente sensación de inmediatez. El efecto de la luz artificial, del local, las farolas, los escaparates, refuerza el realismo de la composición.
La obra, expuesta hoy en el Museo de Orsay, fue presentada al público en 1877, en ocasión de la tercera exposición de los impresionistas. Aquí suscitó los ardientes elogios del crítico Georges Riviere, quien en el periódico L'Impressionniste. Journal d'art escribió la siguiente opinión:

"Entonces, aquí, algunas mujeres en la puerta de un café por la noche. Una con las uñas entre los dientes [...] otra extiende su mano enguantada sobre la mesa. Al fondo, la gente se dispersa gradualmente por el bulevar. Es de nuevo una página de historia extraordinaria."